# Chase Ellison
Chase Ellison (Reno, Nevada, 22 de septiembre de 1993) es un actor estadounidense.

## Carrera
Comenzó su carrera actuando a la edad de seis años, trabajando en comerciales y modelado de impresión para varias campañas.
En televisión debutó en el año 2000, a la misma edad, con un papel de estrella invitada en Derecho de familia (como Pierce), y ha estado trabajando sin parar desde entonces.
Después de su paso por Derecho de familia, comenzó su carrera en la televisión, con apariciones en programas como Boomtown, Malcolm, Séptimo cielo, Providence y La división.
Realizó un papel de reparto en La vida social de Ethan Green (de George Bamber), que luego dio lugar a un papel protagónico en Mysterious Skin, un papel de invitado en un episodio de Six Feet Under, y un semirol regular como Noah Newman en The Young and the Restless.
Tuvo el papel protagónico, como el niño Neil McCormick, en la polémica película Mysterious Skin (de 2004, del cineasta Gregg Araki que fue muy aclamada por la crítica de cine. En esta película, él desempeña a un joven que es abusado sexualmente por el entrenador de béisbol. Sin embargo, la película fue filmada de tal manera que los actores niños no sabían en realidad de qué se trataba la película (se la explicaron como "cosas de mayores").
El papel de Neil McCormick como un adolescente fue realizado por Joseph Gordon-Levitt.
Además de su carrera cinematográfica, Chase Ellison también ha participado en algunas series de televisión como su papel de Noah Newman, hijo de Nicholas Newman (Joshua Morrow) y Sharon Newman (Sharon Case) en la telenovela The Young and the Restless (en 2005).
En 2010 actuó en la película Tooth Fairy interpretando a "Randy" hijo de Carly, la novia del Rompedientes "Derek Thompson" que no cree en los sueños ni en el hada de los dientes. En esta película es catalogado como "emo", lo cual parece ser cierto, pero se descubre que solo necesitaba ser tomado en cuenta. En ese mismo año, también actuó en la película The Boy Who Cried Werewolf junto a Victoria Justice.
En 2011, Ellison trabajo para la "WWE Studios" junto a Randy Orton en la película That's What I Am.
En 2013 se unió a la banda de punk rock "7 Guns" como el bajista del grupo junto a Manu Calenco (guitarrista y cantante) de origen español pero se mudó con 2 años a Estados Unidos por trabajo de sus padres y Newt Thomas (batería). Conoció a Calenco a los 6 años en la escuela , eran compañeros de clase pero Ellison se fue y comenzó a meterse en el mundo del cine pero no perdieron la amistad , volvieron a juntarse años después y decidieron formar una banda de punk rock por los viejos tiempos. N.Thomas es compañero de Calenco desde que se conocieron en un concierto de Green Day en 2012. Tocan en algunos locales pero no llegan a la gran fama.

## Vida privada
- Chase Ellison vive con sus padres y sus dos hermanos en San Diego, California.
- Durante su tiempo libre, Ellison disfruta jugando al skate y toca el bajo con su pequeña banda.

## Filmografía

### Películas
| Año  | Película                                         | Personaje                | Observaciones |
| ---- | ------------------------------------------------ | ------------------------ | --- |
| 2001 | The Perfect Wife                                 | Joven Ruben Tyman        | Película para televisión                                                                                               |
| 2001 | Scenes of the Crime                              | Blake Berg               | |
| 2002 | Santa, Jr.                                       | Christopher              | Película para televisión                                                                                               |
| 2004 | Mysterious Skin                                  | Joven Neil McCormick     | |
| 2005 | The Mostly Unfabulous Social Life of Ethan Green | Joven Ethan Green        | Película para televisión                                                                                               |
| 2005 | End of the Spear                                 | Joven Steve Saint        | |
| 2006 | Wristcutters: A Love Story                       | Kid Kostya               | |
| 2007 | Quake                                            | Toby Fisher              | Cortometraje |
| 2007 | You've Got a Friend                              | Tommy                    | Película para televisión                                                                                               |
| 2007 | Towelhead                                        | Zack Vuoso               | |
| 2008 | The Year of Getting to Know Us                   | Joven Christopher Rocket | |
| 2008 | Fireflies in the Garden                          | Christopher Lawrence     | |
| 2010 | Summer Camp                                      | Derek Matson             | Película para Nickelodeon                                                                                              |
| 2010 | Tooth Fairy                                      | Randy Harris             | Rol de soporte Nominado en los Young Artist Award por mejor interpretación en un largometraje (Actor de soporte joven) |
| 2010 | The Boy Who Cried Werewolf                       | Hunter Sands             | Protagonista. Película para televisión.                                                                                |
| 2010 | Unstoppable (película de 2010)                   | Boy on news reel         | |
| 2011 | That's What I Am                                 | Andy Nichol              | |

### Televisión
| Año  | Serie de televisión                  | Personaje               | Episodios/Observaciones                                                                    |
| ---- | ------------------------------------ | ----------------------- | ------------------------------------------------------------------------------------------ |
| 2000 | Family Law                           | Ryan McClendon/Pierce   | "Going Home"                                                                               |
| 2001 | 7th Heaven                           | Joven Simon Camden      | "V-Day"                                                                                    |
| 2001 | Providence                           | Jake                    | "The Invisible Man"                                                                        |
| 2001 | Malcolm in the Middle                | Niño pequeño            | "Surgery"                                                                                  |
| 2002 | Boomtown                             | Willie Stevens          | "All Hallow's Eve"                                                                         |
| 2002 | Boomtown                             | Willie Stevens          | "The David McNorris Show"                                                                  |
| 2003 | Boomtown                             | Willie Stevens          | "Storm Watch"                                                                              |
| 2003 | The Division                         | Justin Brinkmeyer       | "Rush to Judgment"                                                                         |
| 2005 | Malcolm in the Middle                | Joven Francis Wilkerson | "No Motorcycles"                                                                           |
| 2005 | Six Feet Under (serie de televisión) | Joven George Sibley     | "Hold My Hand"                                                                             |
| 2005 | The Young and the Restless           | Noah Newman             | 19 episodios                                                                               |
| 2006 | Rodney                               | Danny Dunston           | "Sleepover"                                                                                |
| 2006 | Deadwood (serie de televisión)       | Richie                  | "Tell Your God to Ready for Blood", "I Am Not the Fine Man You Take Me For", "True Colors" |
| 2006 | Saved                                | Ben                     | "Crossroads"                                                                               |
| 2011 | How I Met Your Mother                | Scott                   | "Symphony of Illumination"                                                                 |